# London Wall
Con la locuzione London Wall si indica la cinta muraria eretta dall'Impero romano nel II o III secolo d.C. attorno a Londinium, città strategica con porto fluviale sul Tamigi, in Britannia. Il nome London Wall può riferirsi anche a una strada collegata a queste mura.

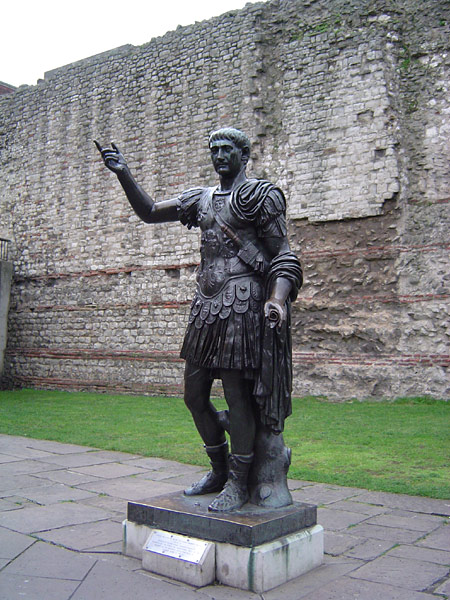
Statua di Traiano, replica della Statua di Traiano da Minturno, posta di fronte ai resti delle mura romane di Tower Hill
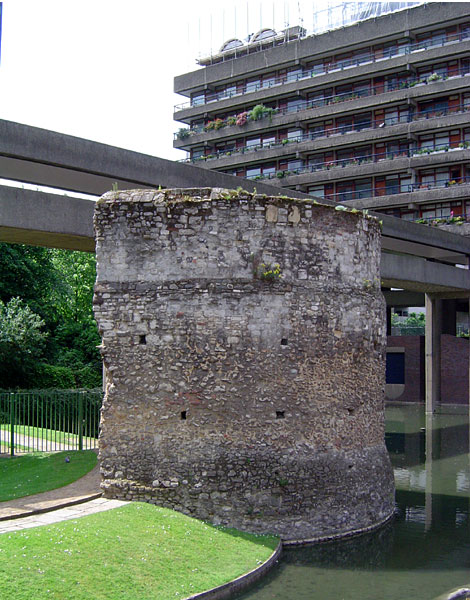
Bastioni del XIII secolo sui resti delle mura romane a Barbican Estate
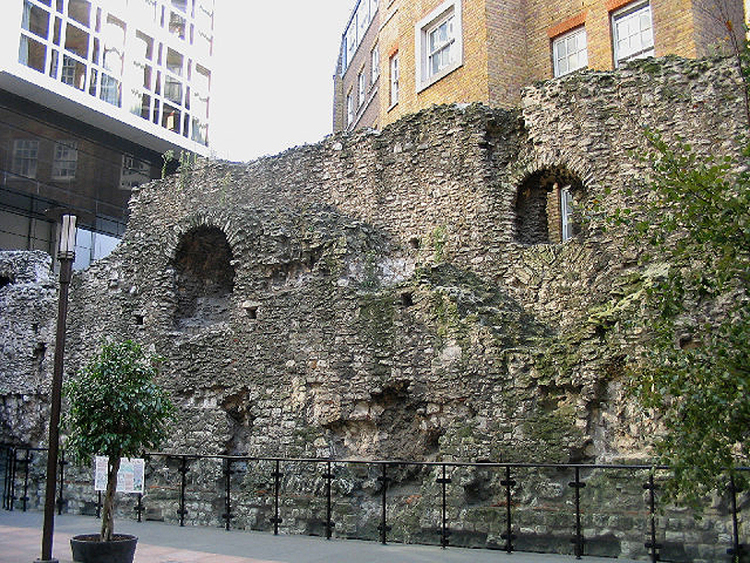
Frammento di mura

## Costruzione
Le mura vennero costruite con pietre provenienti dalla regione del Kent, trasportate su imbarcazioni da Maidstone. Secondo dei calcoli furono necessari 1.300 viaggi per trasportare tutte le pietre necessarie alla costruzione del muro. Si trattò di trasportare qualcosa come 85.000 tonnellate di pietre da una zona abbastanza distante per i mezzi di trasporto di quel tempo. Una volta costruite, le mura racchiusero un'area di circa 130 ettari. Esse erano alte circa 6 metri e spesse 2,5 metri ed all'esterno erano contornate da un fossato profondo 2 metri e largo 5. Esse avevano almeno venti bastioni distanziati circa 65 metri l'uno dall'altro. Quello meglio conservato si trova a Barbican Estate, vicino alla chiesa di St Giles-without-Cripplegate. Le mura sembra siano state edificate nel tardo II secolo, circa 80 anni dopo la costruzione della fortezza, avvenuta nel 120, e le cui mura vennero rinforzate e raddoppiate in altezza per portarle alla stessa misura delle mura periferiche. I lavori continuarono fino alla fine del IV secolo, ovvero fino a quando i romani lasciarono la Britannia nel 410 circa.

## Porte
Le mura avevano delle porte che conducevano all'esterno verso delle importanti strade romane che conducevano alle altre città del paese. L'elenco originale delle porte si contava da Ludgate ed in senso orario proseguiva con Newgate, Aldersgate, Cripplegate, Bishopsgate e Aldgate. Moorgate, fra Cripplegate e Bishopsgate, venne costruita più tardi - in epoca medioevale - e portò il numero delle porte a quello canonico di sette, ricordato nelle tradizioni londinesi e nella letteratura. Alcune delle porte, sebbene siano passati molti secoli, hanno dato il nome al luogo in cui si trovavano. A seguito dell'espansione della città, in epoca medioevale, il numero delle porte venne aumentato per adeguarlo all'incremento del traffico.
Le mura rimasero in uso per oltre 1.000 anni. Esse servirono a difendere Londra dalle incursioni dei sassoni nel 457, e nel periodo medioevale vennero ricostruite aggiungendo nuovi bastioni e nuove porte. Soltanto fra il XVIII e il XIX secolo esse vennero pressoché demolite ma grandi porzioni di esse entrarono a far parte di altre costruzioni. Ciò venne dimostrato dai bombardamenti della seconda guerra mondiale. Fra le macerie dei palazzi distrutti dai bombardamenti, le rovine che meglio avevano resistito erano i frammenti di mura romane.
Oggi sono rimasti pochi frammenti che possono essere visti vicino al Museum of London, a Barbican Estate e attorno alla Tower Hill.
Nei pressi di Tower Hill è posta una moderna statua di Traiano, replica della Statua di Traiano da Minturno.